# Total interferencia
«Total interferencia» es una canción del músico argentino Charly García, compuesta en conjunto con su compañero Luis Alberto Spinetta. Fue grabada en 1984 para el tercer álbum de García, Piano Bar, como tema de cierre.

## Historia
En el verano de 1984 Charly alquiló una quinta en el gran Buenos Aires por dónde varios artistas pasaron a visitarlo. Uno de ellos fue el gran Luis Alberto Spinetta, con quién Charly mantenía una gran relación desde 1980 cuando ambos compartieron escenario en un histórico concierto con sus respectivas bandas, Spinetta Jade y Serú Girán.
Charly propuso hacer una canción en conjunto. El se sentó al piano mientras Luis producía y dictaba los acordes del tema, sugiriendo la estructura y las partes, algo muy raro por parte de Charly ya que a la hora de tocar, nadie lo dirigía. El resultado fue esta canción, la cual sería el primer tema acreditado a la dupla "Spinetta/García".
Según Fito Páez, Charly no estaba muy seguro de grabarla. Estuvieron 20 minutos debatiendo en el estudio hasta que lograron convencerlo. Para Fito, el asunto tenía una "gravedad histórica", considerando al tema como una suerte de emblema argentino. Tanto es así que él insistió en oficiar de productor de la canción, junto con el ingeniero de los estudios ION Jorge Da Silva.
De mutuo acuerdo decidieron colocar el tema como último track del álbum Piano Bar, de acuerdo al orden que tenía Charly en la cabeza, según reveló después.

## Análisis de la canción
La canción es una muy clara representación de sus autores. Los típicos acordes spinetteanos y las letras poéticas de García dieron como resultado un "tema spinettoide" según Charly.
Es una canción que Charly escribe a su hijo Migue aunque en principio, la letra parecería hablar del propio Charly, "Tiene manos de marfíl y teclados de Taiwan, un chico conectado con la ciencia". Habla de un chico que es paciente y apurado a la vez, y que posee esa característica de los escorpiones, que parecen lentos y se esconden pero su aguijón puede ser mortal. Más allá de las suposiciones, la total interferencia reside en la vida del personaje que sobrevive a diario con esa dicotomía de ser un ser afuera, pero otro ser adentro de uno mismo. Por eso casi al final el tema nos dice que todo aquello que vemos, o que se parece a la imaginación existe porque es producto de la total interferencia.

## Hechos posteriores
Esta pequeña colaboración entre ambos músicos logró acercarlos más, a tal punto de participar juntos en algunos conciertos, e incluso dio pie a una ambiciosa idea de trabajar juntos en un disco, la cual sería el famoso y accidentado proyecto trunco Spinetta/García.

## Músicos
- Charly García: teclados, guitarra, efectos y voces.
- Fito Páez: teclados y coros.
- Pablo Guyot: guitarras.
- Alfredo Toth: bajo y coros.
- Willy Iturri: batería.

- Datos: Q110271128